# JP Chermont
João Pedro Chermont Crema (Bauru, 18 de janeiro de 2006) é um futebolista brasileiro que atua como lateral-direito. Atualmente, defende o Santos.

## Carreira

### Santos

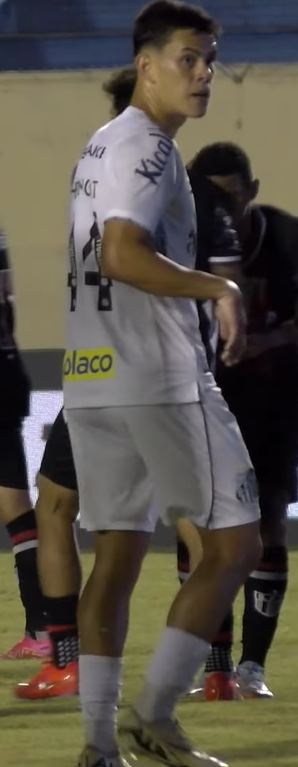
Chermont em atuação pelo Santos

JP Chermont nasceu em Bauru, município no estado de São Paulo, e chegou às categorias de base do Santos aos 12 anos em 2018, vindo do Noroeste, após destacar-se jogando contra o próprio Santos nas semifinais do Paulista Sub-11 de 2017.
Em 2022, Chermont disputou seu primeiro ano no Sub-17 do clube e participou da inédita classificação às semifinais do Campeonato Brasileiro da categoria. Então no mesmo ano, em 21 de novembro, assinou seu primeiro contrato profissional com o Peixe até novembro de 2025.
Após disputar a Copinha pelo Sub-20 e o Equality Cup pelo Sub-23 no Catar, Chermont foi relacionado a lista B de atletas relacionados ao Campeonato Paulista. Em 9 de março de 2024, fez sua estreia na vitória por 3–2 sobre a Inter de Limeira na última rodada da fase de grupos entrando aos 24 minutos do segundo tempo. Também fez sua estreia como titular na mesma competição, atuando na vitória por 1–0 diante do Palmeiras no jogo de ida da final. Tendo que suprir a ausências dos outros dois laterais-direitos, Hayner (suspenso) e Aderlan (lesionado), Chermont teve boa atuação e foi elogiado pelo então técnico Fábio Carille.
Fez seu primeiro gol como profissional em 27 de abril na vitória de 2–0 sobre o Avaí na 2ª rodada do Campeonato Brasileiro - Série B.
Titular na equipe, Chermont assinou no dia 27 de junho, Chermont assinou sua renovação de contrato com o clube até dezembro de 2027.
Voltou a marcar dia 15 de setembro, no triunfo de 2–1 sobre o América Mineiro na 26ª rodada da Série B.
As boas atuações fizeram-o ser especulado no Atlético de Madrid, da Espanha. Antes em agosto, o clube inglês Chelsea sinalizou uma oferta de seis milhões de euros mas o Peixe recusou.

## Seleção Brasileira

### Sub-17
Chermont foi convocado em março de 2023 para representar o Sub-17 no Campeonato Sul-Americano na categoria no Equador. Entrando no segundo tempo da final, integrou o elenco campeão do torneio ao bater a Argentina por 3–2 na última rodada do hexagonal final em 23 de abril.

### Sub-20
Em agosto de 2024, foi convocado para dois amistosos contra a Seleção Mexicana nos dias 5 e 8 de setembro.

## Títulos

### Santos
- Campeonato Brasileiro - Série B: 2024

### Seleção Brasileira

#### Sub-17
- Campeonato Sul-Americano Sub-17: 2023